# Лиманівка (Василівський район)
Лима́нівка —  село в Україні, у Роздольській сільській громаді Василівського району Запорізької області. Населення становить 106 осіб. До 2020 орган місцевого самоврядування - Любимівська сільська рада.

## Географія
Село Лиманівка знаходиться на відстані 3 км від села Любимівка. Поруч проходить автомобільна дорога М18 (E105).

## Населення

### Мова
Розподіл населення за рідною мовою за даними перепису 2001 року:
| Мова       | Кількість | Відсоток |
| ---------- | --------- | -------- |
| українська | 88        | 83.02%   |
| російська  | 16        | 15.09%   |
| білоруська | 2         | 1.89%    |
| Усього     | 106       | 100%     |

## Історія
1921 - дата заснування як села Калинівка.
В 1965 році перейменоване в село Лиманівка.
12 червня 2020 року, відповідно до розпорядження Кабінету Міністрів України № 713-р «Про визначення адміністративних центрів та затвердження територій територіальних громад Запорізької області», увійшло до складу Роздольської сільської громади.
19 липня 2020 року, в результаті адміністративно-територіальної реформи та ліквідації  Михайлівського району та Токмацького районів населені пункти  громади увійшли до складу Василівського району.